# خط عرض 77° جنوب
خط عرض 77° جنوب هي إحدى دوائر العرض الجغرافية، وهي دوائر وهمية تحيط بالكرة الأرضية، وموازية لخط الاستواء، وتتميز هذه الدائرة بأن الأراضي الواقعة عليها تنتمي للمنطقة القطبية.

## حول العالم
خط عرض 77° جنوب يبدأ من خط الزوال الأولي ويتجه شرقا ويمر عبر:
| الإحداثيات                           | البلد أو الإقليم أو البحر | ملاحظات |
| ------------------------------------ | ------------------------- | --- |
| 77°0′S 0°0′E / 77.000°S 0.000°E      | القارة القطبية الجنوبية   | أرض الملكة مود, المطالب الإقليمية بالقارة القطبية الجنوبية by النرويج · الإقليم الأسترالي في القارة القطبية الجنوبية, المطالب الإقليمية بالقارة القطبية الجنوبية by أستراليا · أرض أديلي, المطالب الإقليمية بالقارة القطبية الجنوبية by فرنسا · الإقليم الأسترالي في القارة القطبية الجنوبية, المطالب الإقليمية بالقارة القطبية الجنوبية by أستراليا · منطقة روس, المطالب الإقليمية بالقارة القطبية الجنوبية by نيوزيلندا |
| 77°0′S 151°22′E / 77.000°S 151.367°E | المحيط الجنوبي            | بحر روس |
| 77°0′S 148°5′W / 77.000°S 148.083°W  | القارة القطبية الجنوبية   | منطقة روس, المطالب الإقليمية بالقارة القطبية الجنوبية by نيوزيلندا · Unclaimed territory · المقاطعة التشيلية بالقارة القطبية الجنوبية, المطالب الإقليمية بالقارة القطبية الجنوبية by تشيلي · Territory المطالب الإقليمية بالقارة القطبية الجنوبية by تشيلي و المملكة المتحدة (overlapping claims) · Territory المطالب الإقليمية بالقارة القطبية الجنوبية by الأرجنتين, تشيلي و المملكة المتحدة (overlapping claims) · Territory المطالب الإقليمية بالقارة القطبية الجنوبية by الأرجنتين و المملكة المتحدة (overlapping claims) |
| 77°0′S 51°6′W / 77.000°S 51.100°W    | المحيط الجنوبي            | بحر ودل |
| 77°0′S 31°27′W / 77.000°S 31.450°W   | القارة القطبية الجنوبية   | Territory المطالب الإقليمية بالقارة القطبية الجنوبية by الأرجنتين و المملكة المتحدة (overlapping claims) · المقاطعة البريطانية بالقارة القطبية الجنوبية, المطالب الإقليمية بالقارة القطبية الجنوبية by المملكة المتحدة · أرض الملكة مود, المطالب الإقليمية بالقارة القطبية الجنوبية by النرويج |